# Rue Cler
Rue Cler är en gata i Quartier du Gros-Caillou i Paris sjunde arrondissement. Gatan är uppkallad efter den franske generalen Jean Joseph Gustave Cler (1814–1859). Rue Cler börjar vid Rue Saint-Dominique 111 och slutar vid Avenue de La Motte-Picquet 30.

## Omgivningar
- Saint-Pierre-du-Gros-Caillou
- Saint-Louis-des-Invalides
- Chapelle Saint-Vincent-de-Paul de la maison provinciale des Filles de la Charité
- Passage de la Vierge
- Square Sédillot
- Place Salvador-Allende
- Passage de l'Union

## Bilder
| - Gatuskylt. - Saint-Pierre-du-Gros-Caillou. - Saint-Louis-des-Invalides. - Chapelle Saint-Vincent-de-Paul de la maison provinciale des Filles de la Charité. |

## Kommunikationer
- Tunnelbana – linje  – École Militaire
- Tunnelbana – linje  – La Tour-Maubourg
- Busshållplats Saint-Pierre-du-Gros-Caillou – Paris bussnät

### Webbkällor
- ”Rue Cler”. Mairie de Paris. https://web.archive.org/web/20160303171921/http://www.v2asp.paris.fr/commun/v2asp/v2/nomenclature_voies/Voieactu/2108.nom.htm. Läst 2 november 2023.
- ”Rue Cler (7ème arrondissement)”. Les rues de Paris. https://web.archive.org/web/20160409062159/http://www.parisrues.com/rues07/paris-07-rue-cler.html. Läst 2 november 2023.